# Freedom (Nuevo Hampshire)
Freedom es un municipio situado en el condado de Carroll, Nuevo Hampshire, Estados Unidos. Tiene una población estimada, a mediados de 2022, de 1733 habitantes.

## Geografía
La localidad está ubicada en las coordenadas 43°50′31″N 71°04′31″O / 43.84194, -71.07528 (43.842036, -71.075161). Según la Oficina del Censo, tiene una superficie total de 98.2 km², de los cuales 90.0 km² corresponden a tierra firme y 8.2 km² están cubiertos de agua.

## Demografía
Según el censo de 2020, en ese momento había 1689 personas residiendo en la localidad. La densidad de población era de 18.8 hab./km². El 95.38% de los habitantes eran blancos, el 0.06% era amerindio, el 0.41% eran asiáticos, el 0.24% eran de otras razas y el 3.91% eran de una mezcla de razas. Del total de la población, el 0.71% eran hispanos o latinos de cualquier raza.